# Quận Crockett, Texas
Quận Crockett (tiếng Anh: Crockett County) là một quận trong tiểu bang Texas, Hoa Kỳ. Quận lỵ đóng ở thành phố Ozona6. Quận được lập năm 1875 và được đặt tên theo Davy Crockett, một người thiệt mạng ở trận Alamo. Theo điều tra dân số năm 2000 của Cục điều tra dân số Hoa Kỳ, quận có 4099 người.